# Посесійні селяни
Посесійні селяни — категорія феодально залежних селян у Російській імперії у XVIII — першій половині XIX століть, куплених підприємцями і прикріплених царським урядом до промислових підприємств. 
Поява посесійних селян була пов'язана з необхідністю забезпечити робочою силою мануфактурне виробництво. Категорія посесійних селян виникла після видання Петром І указу від 18 (29) січня 1721, за яким підприємцям з дворян і купців дозволялося купувати селян для потреб промислового виробництва. В Україні праця посесійних селян частково використовувалася на деяких суконних підприємствах. 
Під впливом боротьби посесійних селян проти жорстокої експлуатації, а також враховуючи претензії дворянства на монопольне право користуватися працею кріпаків, уряд не раз обмежував застосування праці посесійних селян — укази 1752, 1762, 1802, 1808. У 1816 було остаточно заборонено купувати селян для підприємств. На основі закону 1840 почалася ліквідація посесійних відносин. Використання праці посесійних селян в промисловості припинилося у зв'язку з проведенням селянської реформи 1861.